# 35.ª Brigada de Fuzileiros Navais (Ucrânia)

Emblema da 35.ª Brigada de Fuzileiros Navais

A 35.ª Brigada de Fuzileiros Navais, nomeada em homenagem ao Contra-almirante Mykhailo Ostrohradskyi (unidade número A0216), é uma brigada da Infantaria Naval Ucraniana formada em 24 de maio de 2018, com base em Dachne, Oblast de Odessa.

## História

### Contraofensiva ucraniana de 2023

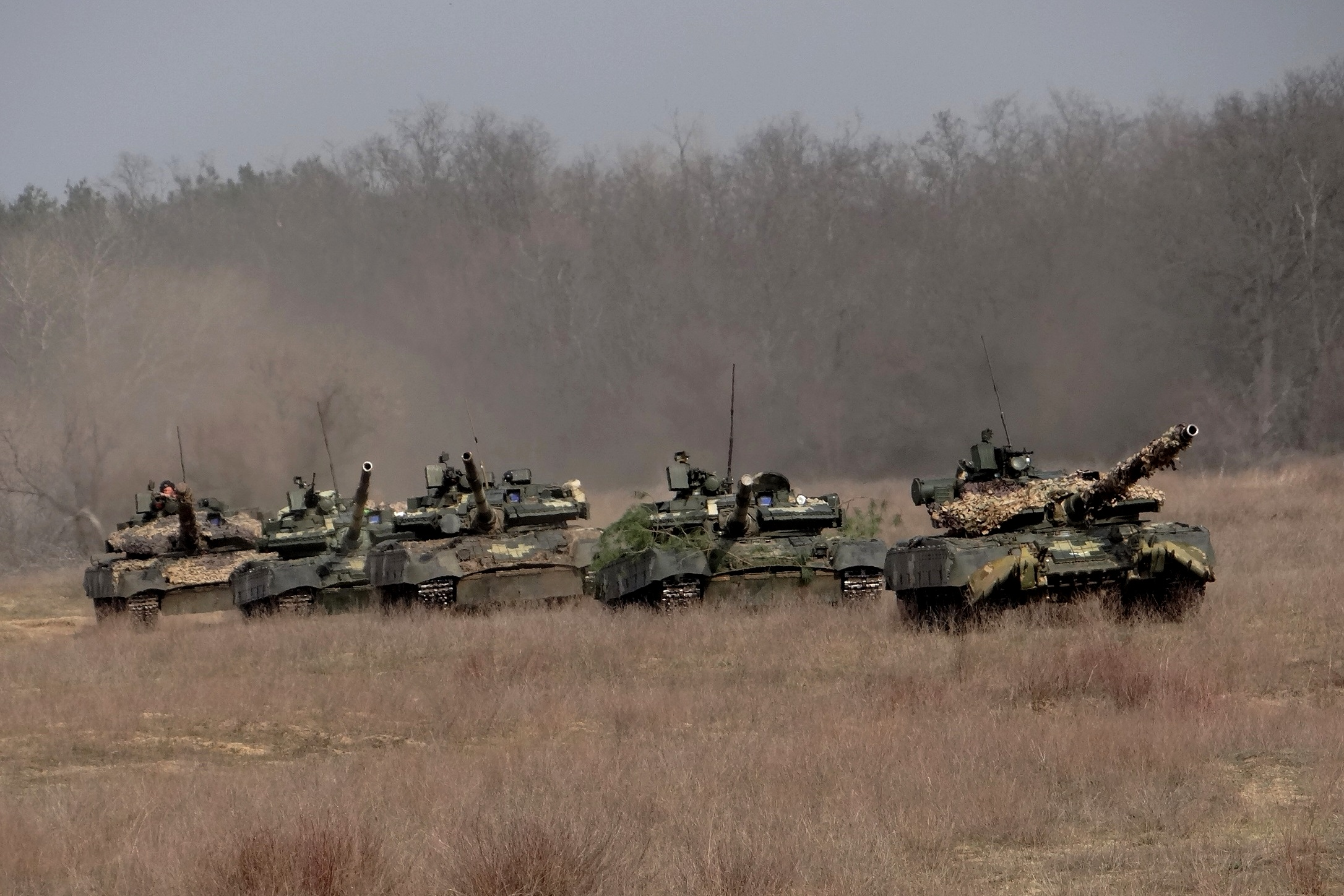
Blindados T-80BV da brigada.

A 35.ª Brigada de Fuzileiros Navais recebeu destaque internacional por sua participação na contraofensiva ucraniana de 2023. A unidade faz parte da vanguarda na frente de Velyka Novosilka, juntamente com as 25.ª Aerotransportada, 68.ª Brigada de Caçadores, além de duas unidades de Defesa Territorial. A ofensiva tem sido descrita como uma "Thunder Run" (referindo-se a uma estratégia semelhante utilizada pelo pessoal dos EUA na Batalha de Bagdá em 2003) ao longo do rio Mokri Yaly. Utilizando essas táticas, a brigada, composta por 2 mil homens, abriu uma brecha nas linhas russas e libertou a vila de Makarivka. Posteriormente, a unidade publicou fotos de suas tropas hasteando a bandeira ucraniana sobre e posando em frente ao prédio da prefeitura da vila de Storozheve.